# Villamayor de Gállego
Villamayor de Gállego és un municipi de la província de Saragossa situat a la comarca de Saragossa.
Villamayor de Gállego es va independitzar de Saragossa en 2006.

## Personatges il·lustres
- Mariano Castillo y Ocsiero, meteoròleg i astròleg.